# Contra Todo Mal
Contra todo Mal é o quinto álbum de estúdio da banda Catedral, lançado em 1994, sendo o primeiro trabalho da banda pela gravadora MK Music. Em relação aos trabalhos anteriores, este apresenta uma ênfase menor do teclado, tendo letras dedicado ao público jovem com poesias e críticas sociais. A obra se encontra fora de catálogo desde 2001, por opção da MK Music após o início de uma briga judicial entre a banda e a gravadora.

## Faixas
1. "Contra Todo Mal"
2. "Ver Estrelas e Sorrir"
3. "No mais Íntimo Momento de Mim"
4. "Quem me Dera"
5. "Fingir"
6. "The Cry of my Tears"
7. "Rio de Janeiro a Dezembro"
8. "É Tão Normal ser Feliz"
9. "Sempre Comigo"
10. "Homens e Vozes"
11. "Medo, Vida, Humano"
12. "No Luar do Oriente"

## Ficha técnica
- Kim: Vocais
- Júlio Cesar: Baixo
- José Cezar Motta: Guitarra base e solo
- Eliaquim Guilherme Morgado: Bateria